# Armando Méndez
Armando Jesús Méndez Alcorta (San José de Mayo, Uruguay, 31 de marzo de 1996) es un futbolista uruguayo que juega como defensa en el Club Atlético Lanús de la Primera División de Argentina.

## Trayectoria
Surgido de las divisiones juveniles de Nacional, para la temporada 2018-2019 fue cedido a CA Fénix, equipo con el que debutó profesionalmente. En 2019, Méndez regresó a Nacional. El 7 de enero de 2022, Méndez se unió al club argentino Newell's Old Boys, tiempo después, renovó contrato hasta 2028

## Clubes
| Club              | País      | Año       |
| ----------------- | --------- | --------- |
| Nacional          | Uruguay   | 2018-2021 |
| CA Fénix (cesión) | Uruguay   | 2018-2019 |
| Newell's Old Boys | Argentina | 2022-Act. |

Lanús actualidad